# 思妤
思妤可以指：
- 陳思妤，台灣女子羽球選手
- 林思妤，台灣配樂家
- 顧思妤，台灣模特兒
- 原神璃月的NPC「思妤」。

|  | 这是一个同类索引条目，列出擁有相同或近似名稱的同類型項目。 若您循內部連結來到此頁面，請考慮修正該，將其指向正確的條目。 |